# Robert R. Livingston

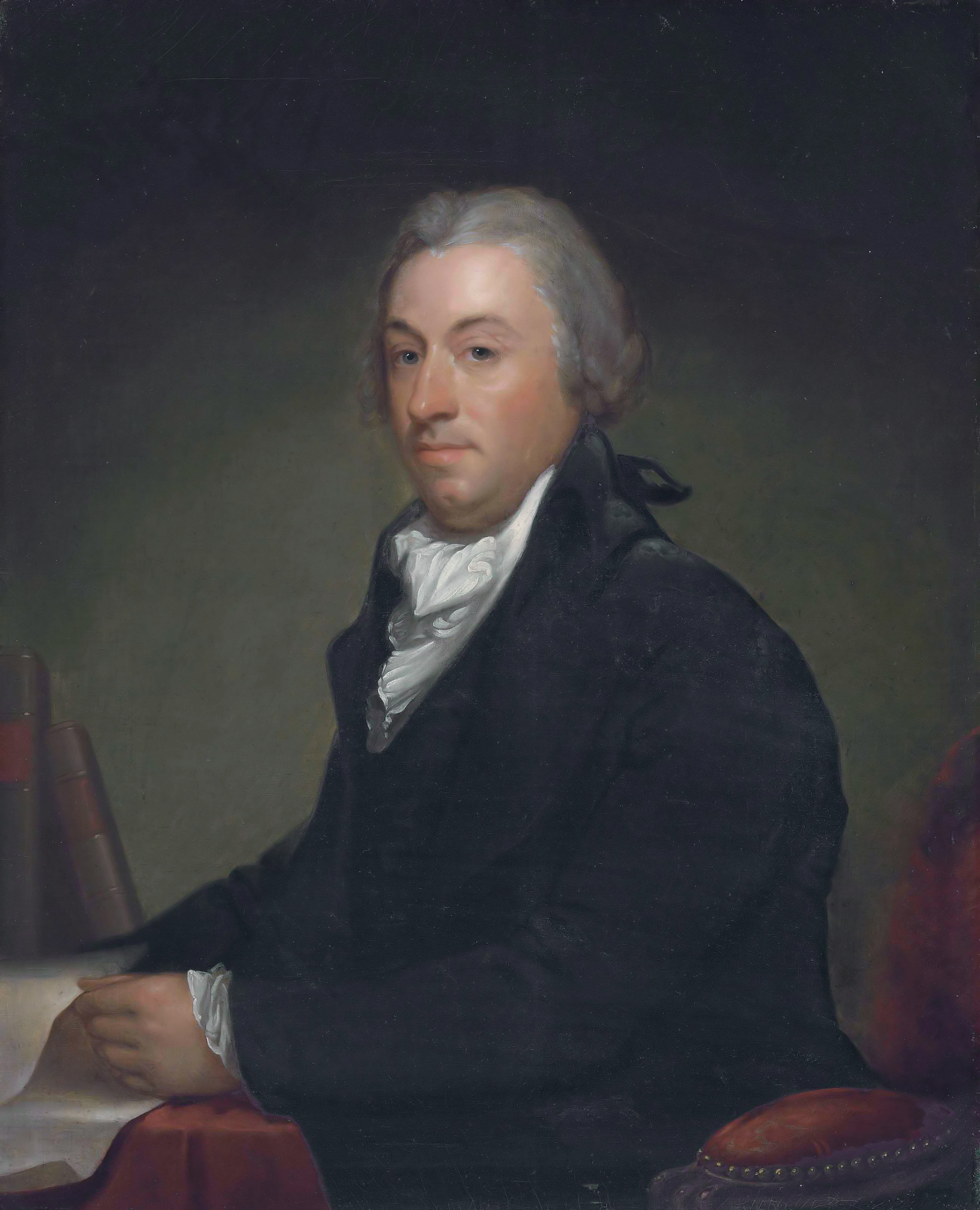
Robert R Livingston, pintura atribuída a Gilbert Stuart.

Robert Robert Livingston (27 de novembro de 1746 - 26 de fevereiro de 1813) foi um advogado, político, diplomata norte-americano de Nova York e um dos fundadores dos Estados Unidos. Ele era conhecido como "O Chanceler", após o importante escritório jurídico do estado de Nova York que ocupou por 25 anos. Ele foi membro do Comitê dos Cinco que redigiu a Declaração de Independência, junto com Thomas Jefferson, Benjamin Franklin, John Adams e Roger Sherman. Livingston administrou o juramento de posse a George Washington quando assumiu a presidência em 1789. Foi eleito membro da American Philosophical Society em 1801.

## Declaração de Independência
Em 11 de junho de 1776, Livingston foi nomeado para um comitê do Segundo Congresso Continental, conhecido como Comitê dos Cinco, que recebeu a tarefa de redigir a Declaração de Independência. Depois de estabelecer um esboço geral para o documento, o comitê decidiu que Thomas Jefferson escreveria o primeiro rascunho. O comitê revisou o rascunho de Jefferson, fazendo grandes mudanças, antes de apresentar o rascunho revisado de Jefferson ao Congresso em 28 de junho de 1776. Antes que ele pudesse assinar a versão final da Declaração, Livingston foi chamado de volta por seu estado. No entanto, ele enviou seu primo, Philip Livingston, para assinar o documento em seu lugar. Outro primo, William Livingston, iria assinar a Constituição dos Estados Unidos.